# メガネウ
メガネウ（眼鏡鵜、学名：Phalacrocorax perspicillatus）は、ペリカン目ウ科に属する鳥類。絶滅種。カムチャツカ半島東方のベーリング島に生息していた。別名ベーリングシマウ。
メガネウの名は目の周辺に羽毛のない白い皮膚の部分があることに由来する。羽毛は暗緑色で、首と肩は青みがかっていた。飛ぶのはあまり上手ではなく、動作も遅かった。大型の鳥で長さは1メートル以上、体重は6kg前後。
1741年にゲオルク・シュテラーによって発見された（彼はヴィトゥス・ベーリングの探検隊の医師で、ベーリングの死によって隊長役を務めることになった。ステラーカイギュウの発見者でもある）。探検家やラッコ猟の猟師が食用として乱獲したことにより、1852年頃に絶滅したとされる。ソ連の動物学者レフ・ベルグは、アレウト族によって絶滅されたと考えた。